# Emily Bolton
Emily Bolton (1951) es una actriz arubeña criada en Inglaterra, probablemente más conocida por su aparición en la película de James Bond Moonraker, donde interpretó a Manuela, el contacto brasileño de 007.
Originalmente, quiso convertirse en concertista de piano, pero a la edad de dieciocho años decidió ir a la escuela de arte dramático.
También es conocida por sus apariciones en televisión como miembro del elenco recurrente de las series de televisión Tenko, el drama de prisioneras de guerra de la BBC, donde interpretó a Christina Campbell, y Capital City, donde interpretó a Sylvia Roux Teng. Otros créditos de televisión incluyen Survivors y Crossroads. También fue acreditada como June Bolton.